# Глайсдорф
Глайсдорф (нім. Gleisdorf) — місто в Австрії, у федеральній землі Штирія.
Входить до складу округу Вайц. Населення становить 11200 осіб (на 1 січня 2022 року). Займає площу 38,8 км². Офіційний код — 6 17 60.
Розташований за 25 км на схід від міста Грац, на річці Раба.

## Відомі особи
- Пауль Гартлер